# I.L.A.R.
I.L.A.R., acronimo di Industria Liquori Antrodoco Roma, è un'azienda che nasce nel 1986 dalla Antica Casa Liquori Pallini, con sede a Roma in via Tiburtina, 1314.
Il gruppo produce principalmente liquori, vodka, rum, liquori per pasticceria, sciroppi, ma anche vino.

## Storia[1][2]
Viene fondata nel 1875 da Nicola Pallini con il nome di Antica casa Pallini, a partire da liquori e stoffe messi in vendita nel proprio emporio di Antrodoco, un paese nel Reatino.
Agli inizi del XX secolo entrarono nella ditta i due figli del fondatore: Virgilio si occupò del commercio di vini e liquori e Filadelfo del ramo delle stoffe.
Nel 1922 Virgilio Pallini, dopo aver preso parte alla prima guerra mondiale trasferì la propria attività a Roma, dove prese il nome di I.L.A.R. (Industrie Liquori Antrodoco Roma) e dove venne creata una distilleria, in cui si produceva il rinomato gran mistrà Pallini.
La ditta divenne in seguito la Società Virgilio Pallini. Nella ditta entrarono quindi anche i figli di Virgilio, Nicola e Giorgio. Nel 1962 gli impianti vennero trasferiti in un moderno impianto sulla via Tiburtina e si iniziarono a produrre la Romana Sambuca, ampiamente esportata, e una linea di sciroppi di frutta.
In anni più recenti l'azienda, gestita dalla quarta e quinta generazione della famiglia, ha prodotto anche  limoncello e liquori a base di pesca e di lampone, esportati sul mercato degli Stati Uniti e del Regno Unito e ca. altri 18.